# جی‌لین
جی‌لین (نیز جیلین) (به چینی: 吉林省)(به کره‌ای: 길림성) (به انگلیسی: Jilin)، یا سابقا کیرین (به انگلیسی: Kirin) یکی از استان‌های کشور چین است.این استان در شمال شرقی این کشور قرار گرفته است و مرکز آن شهر چانگچون است. استان جی‌لین با کشورهای کره شمالی و روسیه هم مرز است.

## جمعیت
جمعیت آن بالغ بر ۲۴ میلیون نفر است.

## مساحت
مساحت این استان برابر ۱۹۱٬۲۰۲٫۳۶ کیلومتر مربع است .

## ولایات
|                                      |                  |                              |            |                      |             |                         |                                                         |  |  |  |
| نام                                  | حروف چینی        | پین‌یین                       | جمعیت-۱۳۹۹ | مساحت (کیلومتر مربع) | تراکم جمعیت | زبان کره‌ای (معیار چینی) | مک‌کیون–ریشاور لاتین‌نویسی اصلاح‌شده                       |  |  |  |
| شهر چانگچون (شهر زیر-استانی)         | 长春市           | Chángchūn Shì                | ۹٬۰۶۶٬۹۰۶  | ۲۴٬۷۳۴٫۱۳            | ۳۶۶٫۵۷      |                         |                                                         |  |  |  |
| شهر بای‌چنگ (شهر در سطح ولایت)        | 白城市           | Báichéng Shì                 | ۱٬۵۵۱٬۳۷۸  | ۲۵٬۷۵۸٫۷۳            | ۶۰٫۲۳       |                         |                                                         |  |  |  |
| شهر بای‌شان (شهر در سطح ولایت)        | 白山市           | Báishān Shì                  | ۹۵۱٬۸۶۶    | ۱۷٬۵۰۵٫۲۶            | ۵۴٫۳۸       |                         |                                                         |  |  |  |
| شهر تونگ‌هوا (شهر در سطح ولایت)       | 通化市           | Tōnghuà Shì                  | ۱٬۸۱۲٬۱۱۴  | ۱۵٬۶۱۱٫۵۴            | ۱۱۶٫۰۸      |                         |                                                         |  |  |  |
| شهر جی‌لین (شهر در سطح ولایت)         | 吉林市           | Jílín Shì                    | ۳٬۶۲۳٬۷۱۳  | ۲۷٬۷۱۱٫۴۱            | ۱۳۰٫۷۷      |                         |                                                         |  |  |  |
| شهر سونگ‌یوان (شهر در سطح ولایت)      | 松原市           | Sōngyuán Shì                 | ۲٬۲۵۲٬۹۹۴  | ۲۱٬۱۶۹٫۷۷            | ۱۰۶٫۴۳      |                         |                                                         |  |  |  |
| شهر سی‌پینگ (شهر در سطح ولایت)        | 四平市           | Sìpíng Shì                   | ۱٬۸۱۴٬۷۳۳  | ۱۰٬۲۴۱٫۷۳            | ۱۷۷٫۱۹      |                         |                                                         |  |  |  |
| شهر لیاویوان (شهر در سطح ولایت)      | 辽源市           | Liáoyuán Shì                 | ۹۹۶٬۹۰۳    | ۵٬۱۴۰٫۴۵             | ۱۹۳٫۹۳      |                         |                                                         |  |  |  |
| ولایت خودمختار یان‌بیان/یون‌بیون کره‌ای | 延边朝鲜族自治州 | Yánbiān Cháoxiǎnzú Zìzhìzhōu | ۱٬۵۵۱٬۳۷۸  | ۲۵٬۷۵۸٫۷۳            | ۶۰٫۲۳       | 연변조선족자치주        | Yŏnbyŏn Chosŏnjok Chach'iju Yeonbyeon Joseonjok Jachiju |  |  |  |

## کد پلاک خودرو

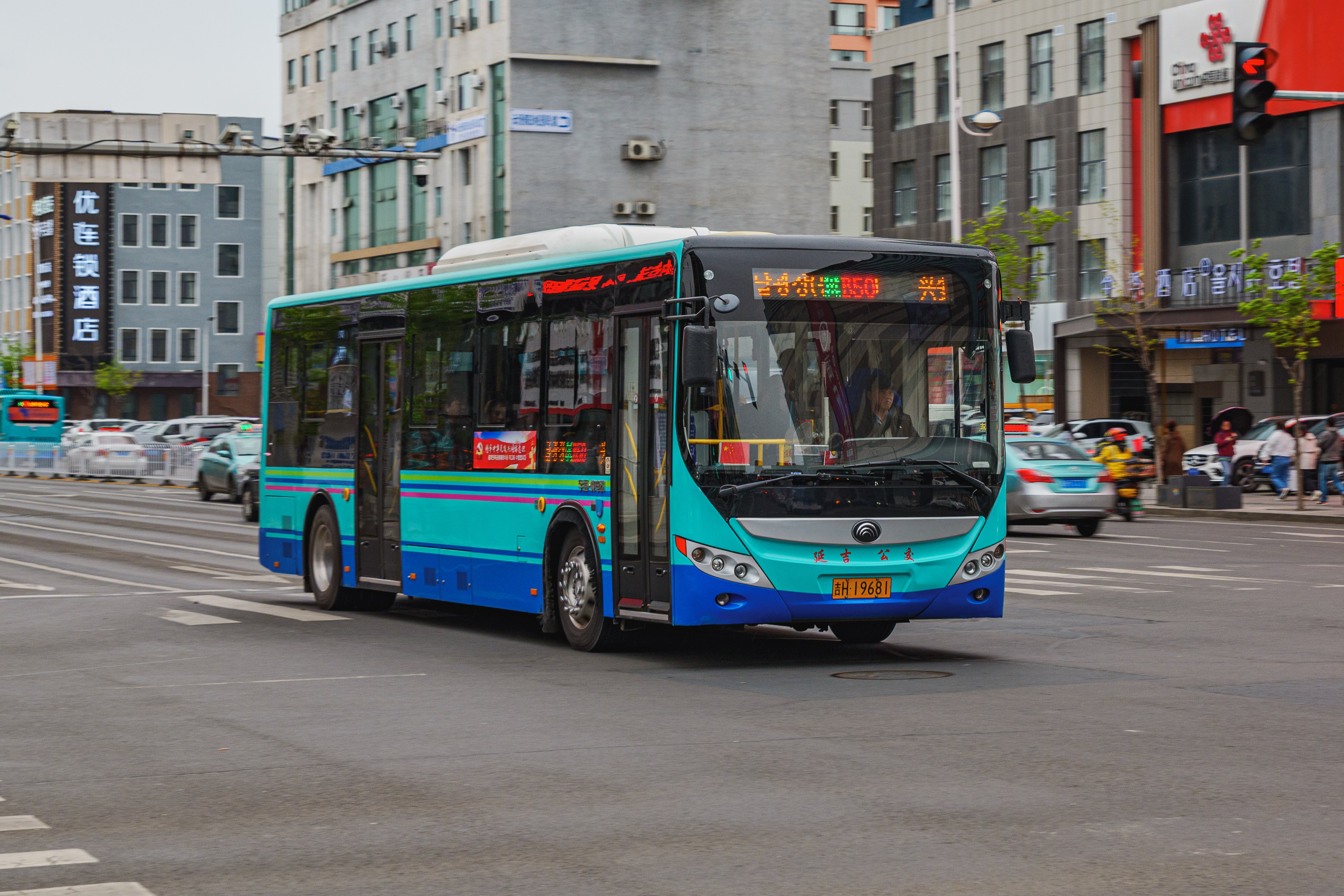
پلاک خودرو اتوبوس متعلق به ولایت خودمختار یان‌بیان/یون‌بیون کره‌ای

در چین، رنگ، اندازه، شمایل، فونت، و سایر جزئیات پلاک خودروها تابع استاندارد ملی می‌باشد. پلاک‌ها در چین، متشکل از یک کد دوحرفی بوده، یه نقطه، و چهار عدد (یا ترکیبی از حرف و عدد، بسته نیاز) دارد. هر استان یک کاراکتر چینی منحصر به‌فرد به عنوان کد دارد. در کنار این کاراکتر، یک حرف لاتین نیز، به عنوان کد هر ولایت (یا هر نوع تقسیم‌بندی زیر-استانی دیگر، بسته به تصمیم پلیس هر استان) تعیین شده است. رنگ پیش‌زمینه هر پلاک و رنگ حروف آن، بسته به نوع ماشین و طبقه‌بندی آن، متفاوت است. رایج‌ترین نوع پلاک، پلاک‌های آبی رنگ با حروف سفید می‌باشند که مختص خودروهای شخصی‌اند. پلاک‌های زرد رنگ با حروف سیاه، مختص خودروهای سنگین بوده، و رنگ‌های دیگری چون سیاه با حروف سفید، سبز با حروف سیاه، و غیره، مخصوص انواع دیگر خودروها می‌باشند.
کد یا کاراکتر استانی جی‌لین، حرف «吉» می‌باشد (با تلفظ «جیٛ / Jí»). کدهای زیر-استانی پلاک‌های جی‌لین شامل حروف زیر می‌باشد:
| 吉A | شهر چانگچون                                                                            |
| 吉B | شهر جی‌لین                                                                              |
| 吉C | شهر سیپینگ                                                                             |
| 吉D | شهر لیاویوان                                                                           |
| 吉E | شهر تونگ‌هوا                                                                            |
| 吉F | شهر بای‌شان (بجز اراضی «منطقه حفاظت و توسعه کوهستان چانگبای»)                           |
| 吉G | شهر بای‌چنگ                                                                             |
| 吉H | ولایت خودمختار یان‌بیان/یون‌بیون کره‌ای (بجز اراضی «منطقه حفاظت و توسعه کوهستان چانگبای») |
| 吉J | شهر سونگ‌یوان                                                                           |
| 吉K | اراضی «منطقه حفاظت و توسعه کوهستان چانگبای»                                            |